# Frank Michael
Franco Gabelli, dit Frank Michael, est un chanteur italo-belge, né à Bedonia dans la province de Parme le 7 mai 1947 ou 1953 selon les sources.
Il a vendu plus de 10 millions de disques à travers le monde.

## Biographie
À l'âge de trois ans, Franco Gabelli quitte l'Italie avec sa famille pour la Belgique, il grandit à Seraing dans la province de Liège. Dès l'âge de seize ans, il s'essaie aux radio-crochets [réf. nécessaire] mais s'engage dans la vie active comme technicien en électronique.
Sa carrière débute avec un 45 tours Je ne peux vivre sans toi, sorti chez RCA en 1974. Son parcours de chanteur de charme s'engage sur la voie tracée par Mike Brant et Frédéric François[réf. nécessaire].Il a une voix chaude et mélodieuse, et qui est très reconnaissable. 
En 1978, il participe à la sélection belge pour le concours de l'Eurovision.
Il est l'un des interprètes de la chanson caritative On a toujours quelqu'un avec soi au bénéfice du Télévie, tout comme Axelle Red, Benny B, Claude Barzotti, Nathalie Pâque, le Grand Jojo, Jeff Bodart, Muriel Dacq, Philippe Swan, Sandra Kim, etc.
Peu présent dans les médias, il multiplie les galas et conquiert son auditoire en misant sur le bouche à oreille[réf. nécessaire].
Paru début 1997, son album Toutes les femmes sont belles est un succès populaire tant en France qu'en Belgique. Suivent les albums Il est toujours question d'amour et Le Petit Café du grand amour, dont les titres révèlent la constance de ses paroliers, notamment Michel Mallory.
En 2003, il diversifie son style avec l'album Thank You Elvis, sur lequel il reprend en français ou en italien quinze standards d'Elvis Presley.
En 2004, le journaliste et écrivain Frédéric Rapilly lui consacre une biographie intitulée Pour toujours et à jamais aux éditions Hors-Collection qui s'est vendue à 12 000 exemplaires.
Le 12 avril 2024, le producteur de Frank Michaël, Enzo Falzone, annonce sur son compte Facebook que Frank Michael entamera sa dernière tournée sous le titre Tournée d'adieu, 2024-2025. Le chanteur devrait ainsi tirer sa révérence en 2025, à l'occasion de l'anniversaire de ses 50 ans de carrière, débutée en 1974.

## Discographie
| Année | Album                                    | Description | Classement | Classement | Classement | Classement |
| Année | Album                                    | Description | BEL        | FR         | ALL        | SUI        |
| ----- | ---------------------------------------- | ----------- | ---------- | ---------- | ---------- | ---------- |
|       | I Love You (chez Flarenasch)             | WM331       |            |            |            |            |
|       | Crooner (Chez Flarenasch)                | WM 321      |            |            |            |            |
|       | Pour toujours à jamais (chez Flarenasch) | WM 330      |            |            |            |            |
| 1994  | Ses grandes chansons (chez Flarenasch)   | WM 321      |            |            |            |            |
| 1998  | D'amour et de tendresse                  | AMC         |            |            |            |            |
|       | Les Inoubliables (Chez Wagram)           | WAG 307     |            |            |            |            |
| 1996  | Les Grands Tubes vol. 2                  |             | 34         |            |            |            |
| 1996  | Toutes les femmes sont belles            |             | 34         | 39         |            |            |
| 1997  | Les Plus Belles Chansons italiennes      |             | 35         |            |            |            |
| 1998  | Le Chanteur des amoureux                 |             | 24         | 34         |            |            |
| 1999  | Olympia 99                               | Album live  | 49         | 40         |            |            |
| 2000  | Il est toujours question d'amour...      |             | 35         | 9          |            |            |
| 2001  | L'Essentiel - 20 succès inoubliables     | Compilation | 6          | 98         |            |            |
| 2001  | D'amour et de tendresse                  |             |            |            |            |            |
| 2001  | Olympia 2001                             | Album live  | 46         | 21         |            |            |
| 2003  | Entre nous                               |             | 10         | 8          |            | 60         |
| 2003  | Thank You Elvis                          |             | 31         | 19         |            |            |
| 2004  | Olympia 2003                             | Album live  | 77         | 54         |            |            |
| 2004  | La Force des femmes                      |             | 25         | 8          |            |            |
| 2005  | J'peux pas t'oublier                     |             |            | 159        |            |            |
| 2005  | Crooner                                  |             |            | 137        |            |            |
| 2005  | Chansons italiennes                      |             |            | 189        |            |            |
| 2005  | Pour toujours                            |             | 22         |            | 69         |            |
| 2006  | Ti amo, je t'aime                        |             | 45         |            |            |            |
| 2006  | Les Couleurs de ma vie                   |             | 8          | 6          |            |            |
| 2007  | Au Palais des Sports - Live 2007         | Live album  | 46         | 57         |            |            |
| 2008  | Mes hommages                             |             | 20         | 25         |            |            |
| 2009  | Rue des amours                           |             | 26         | 10         |            |            |
| 2010  | Joyeux Noël                              |             | 16         | 22         |            |            |
| 2010  | Coffret (2 CD)                           | Compilation |            | 199        |            |            |
| 2011  | Les Chansons d'amour                     |             | 41         | 152        |            |            |
| 2011  | Romantique                               | Compilation | 8          | 7          |            |            |
| 2013  | Quelques mots d'amour                    |             | 1          | 6          |            |            |
| 2014  | Encore quelques mots d'amour             |             |            | 128        |            |            |
| 2014  | Bonjour l'amour                          |             | 7          | 13         |            |            |
| 2015  | Toi, l'amour et moi                      |             | 3          | 4          |            |            |
| 2015  | Mes premiers amours (1975-1985)          | Compilation | 9          | 22         |            |            |
| 2016  | Écouter les femmes                       |             |            |            |            |            |
| 2017  | La Saint-Amour                           |             |            |            |            |            |
| 2019  | Le Grand Amour                           |             |            |            |            |            |
| 2021  | L'Amour pour toujours                    | Compilation |            |            |            |            |
| 2022  | Je vous aime toutes                      |             |            |            |            |            |
| 2023  | La Symphonie de l'amour                  | Compilation |            |            |            |            |

### Singles
| Année | Single                           | Classement | Classement | Classement | Album                               |
| Année | Single                           | BEL        | FR         | SUI        | Album                               |
| ----- | -------------------------------- | ---------- | ---------- | ---------- | ----------------------------------- |
| 2001  | Il est toujours question d'amour |            | 63         |            | Il est toujours question d'amour... |
| 2003  | Après tant d'années d'amour      | 14         | 7          | 91         |                                     |
| 2005  | Pour toutes les mamans           | 13         | 21         |            |                                     |

## Décorations
- Officier de l'ordre de la Couronne du royaume de Belgique (2004) [7]